# Tournoi de tennis de Quito
Le tournoi de Quito est un tournoi de tennis professionnel masculin de la catégorie ATP World Tour 250 du circuit ATP qui se joue à Quito sur terre battue au mois de février.
De 1979 à 1982, un tournoi a été organisé à Quito. En 2015, le tournoi est réintroduit dans la capitale équatorienne en remplacement du tournoi du Chili qui se jouait à Viña del Mar.
À compter de 2019, le tournoi de Quito disparaît du calendrier de l'ATP pour raisons financières. Il est remplacé par un tournoi organisé à Córdoba, en Argentine.

## Palmarès messieurs

### Simple
| No                                         | Date       | Nom et lieu du tournoi | Catégorie | Dotation  | Surface      | Vainqueur               | Finaliste            | Score           |         |
| ------------------------------------------ | ---------- | ---------------------- | --------- | --------- | ------------ | ----------------------- | -------------------- | --------------- | ------- |
| 1                                          | 05-11-1979 | , Quito                |           | 50 000 $  | Terre (ext.) | Víctor Pecci            | José Higueras        | 2-6, 6-4, 6-2   |         |
| 2                                          | 03-11-1980 | , Quito                |           | 50 000 $  | Terre (ext.) | José Luis Clerc         | Víctor Pecci         | 6-4, 1-6, 10-8  |         |
| 3                                          | 02-11-1981 | , Quito                |           | 75 000 $  | Terre (ext.) | Eddie Dibbs             | David Carter         | 3-6, 6-0, 7-5   |         |
| 4                                          | 01-11-1982 | , Quito                |           | 75 000 $  | Terre (ext.) | Andrés Gómez            | Loïc Courteau        | 6-3, 6-4        |         |
| Pas de tournoi masculin entre 1982 et 2015 |            |                        |           |           |              |                         |                      |                 |         |
| 5                                          | 02-02-2015 | Ecuador Open, Quito    | ATP 250   | 439 405 $ | Terre (ext.) | Víctor Estrella Burgos  | Feliciano López      | 6-2, 65-7, 7-65 | Tableau |
| 6                                          | 01-02-2016 | Ecuador Open, Quito    | ATP 250   | 463 520 $ | Terre (ext.) | Víctor Estrella Burgos  | Thomaz Bellucci      | 4-6, 7-65, 6-2  | Tableau |
| 7                                          | 06-02-2017 | Ecuador Open, Quito    | ATP 250   | 482 060 $ | Terre (ext.) | Víctor Estrella Burgos  | Paolo Lorenzi        | 62-7, 7-5, 7-66 | Tableau |
| 8                                          | 05-02-2018 | Ecuador Open, Quito    | ATP 250   | 501 345 $ | Terre (ext.) | Roberto Carballés Baena | Albert Ramos-Viñolas | 6-3, 4-6, 6-4   | Tableau |

### Double
| No                                         | Date       | Nom et lieu du tournoi | Catégorie | Dotation  | Surface      | Vainqueurs                            | Finalistes                        | Score         |         |
| ------------------------------------------ | ---------- | ---------------------- | --------- | --------- | ------------ | ------------------------------------- | --------------------------------- | ------------- | ------- |
| 1                                          | 05-11-1979 | , Quito                |           | 50 000 $  | Terre (ext.) | Jaime Fillol Álvaro Fillol            | Iván Molina Jairo Velasco         | 6-7, 6-3, 6-1 |         |
| 2                                          | 03-11-1980 | , Quito                |           | 50 000 $  | Terre (ext.) | Hans Gildemeister Andrés Gómez        | José Luis Clerc Belus Prajoux     | 6-3, 1-6, 6-4 |         |
| 3                                          | 02-11-1981 | , Quito                |           | 75 000 $  | Terre (ext.) | Hans Gildemeister Andrés Gómez        | David Carter Ricardo Ycaza        | 7-5, 6-3      |         |
| 4                                          | 01-11-1982 | , Quito                |           | 75 000 $  | Terre (ext.) | Jaime Fillol Pedro Rebolledo          | Egan Adams Rocky Royer            | 6-2, 6-3      |         |
| Pas de tournoi masculin entre 1982 et 2015 |            |                        |           |           |              |                                       |                                   |               |         |
| 5                                          | 02-02-2015 | Ecuador Open, Quito    | ATP 250   | 439 405 $ | Terre (ext.) | Gero Kretschmer Alexander Satschko    | Víctor Estrella Burgos João Souza | 7-5, 7-63     | Tableau |
| 6                                          | 01-02-2016 | Ecuador Open, Quito    | ATP 250   | 463 520 $ | Terre (ext.) | Pablo Carreño-Busta Guillermo Durán   | Thomaz Bellucci Marcelo Demoliner | 7-5, 6-4      | Tableau |
| 7                                          | 06-02-2017 | Ecuador Open, Quito    | ATP 250   | 482 060 $ | Terre (ext.) | James Cerretani Philipp Oswald        | Julio Peralta Horacio Zeballos    | 6-3, 2-1 ab.  | Tableau |
| 8                                          | 05-02-2018 | Ecuador Open, Quito    | ATP 250   | 501 345 $ | Terre (ext.) | Nicolás Jarry Hans Podlipnik-Castillo | Austin Krajicek Jackson Withrow   | 7-66, 6-3     | Tableau |